# سعود بن صقر القاسمی
سعود بن صقر القاسمی (انگلیسی: Saud bin Saqr al Qasimi) (زاده ۱۹۵۶) سیاست‌مدار و مدیر ارشد اجرایی اماراتی است، که از اکتبر ۲۰۱۰ تاکنون به‌عنوان حاکم رأس‌الخیمه فعالیت می‌کند. وی در سال ۲۰۰۵ شرکت نفت رأس الخیمه را تأسیس نمود.